# Astérix e Obélix: Missão Cleópatra
Astérix e Obélix: Missão Cleópatra (em francês:  Astérix & Obélix: Mission Cléopâtre) é um filme teuto-francês de 2002, e baseado na série de banda desenhada franco-belga Astérix, criada por René Goscinny e Albert Uderzo.
Baseado no livro Astérix e Cleópatra, que já havia sido adaptado para a animação de 1968, é também a sequência do filme Astérix et Obélix contre César, lançado em 1999.
Christian Clavier e Gérard Depardieu reprisam seus papéis como Asterix e Obelix, ao lado dos recém-chegados Jamel Debbouze, Monica Bellucci, Claude Rich, Gérard Darmon, Édouard Baer e o próprio Chabat.
Uma das produções mais caras é bem sucedidas da França, com mais de 14 milhões de espectadores, ocupando o 4º lugar entre os filmes franceses de maiores bilheterias de 2002. É considerado um filme cult e uma das comédias mais conhecidas da França.

## Sinopse
No ano 52 a.C., a Gália pode ainda não ter sido ocupada, mas o Egito, governado pela poderosa Cleópatra, caiu sob o jugo do Império Romano. Ainda pior, Cleópatra entregou seu coração a Júlio César, com quem fez uma aposta: se ela conseguir construir, em três meses, o mais esplendoroso palácio no meio do deserto, ele terá de admitir publicamente que os egípcios são o maior dos povos que já existiu!
Para realizar a difícil tarefa, Cleópatra não escolhe seu arquiteto pessoal Amonbofis e sim um outro arquiteto:  Numérobis. Se ele for bem-sucedido, será coberto de ouro! Se falhar, será atirado aos famintos crocodilos reais!
Mas o prazo é impossível de cumprir sem um milagre! E o milagre, ou melhor, os "milagres", se  chamam…Asterix, Obelix e o seu fiel amigo druida Panoramix, o guardião da Poção Mágica, capaz de dar força suprema a todos os trabalhadores da obra.
No entanto, os gauleses  precisarão enfrentar Júlio César, que está  disposto a tudo para vencer a "Rainha do Nilo", e para isso contará com a ajuda do invejoso Amonbofis.

## Elenco
- Christian Clavier - Astérix
- Gérard Depardieu - Obélix
- Jamel Debbouze - Numérobis
- Monica Bellucci - Cleópatra
- Gérard Darmon - Amonbofis
- Alain Chabat - Júlio César
- Claude Rich - Panoramix
- Édouard Baer - Otis
- Dieudonné - Caius Céplus
- Isabelle Nanty - Itinéris
- Chantal Lauby - Cartapus
- Jean-Paul Rouve - Caius Antivirus
- Bernard Farcy - Barba Ruiva
- Jean Benguigui - Malococcis
- Noémie Lenoir - Guimieukis
- Omar Sy - Pintor
- Emma de Caunes - Secretária de César

## Trilha sonora
- "Mission Cleopatra" - Snoop Dogg e Jamel Debbouze
- "Asterix and Cleopatra" - Philippe Chany
- "I Got You (I Feel Good)" - James Brown
- "Yakety Sax" - Boots Randolph
- "The Imperial March (Darth Vader's Theme)" - John Williams
- "Ti amo" - Umberto Tozzi and Monica Bellucci
- "Chi mai"- Ennio Morricone
- "Walk Like an Egyptian" - Deep Forest feat. Beverly Jo Scott

## Recepção
O filme foi um enorme sucesso de bilheteria na França, onde vendeu mais de 14.559.509 ingressos, tornando-se um dos filmes franceses de maior sucesso de todos os tempos. Vendeu 22.799.038 ingressos na Europa em geral.
Apesar do sucesso do filme, ele não foi apreciado pelo co-criador de Asterix, Albert Uderzo, que achou que a adaptação de Chabat não era fiel ao espírito do quadrinho e não apreciou a atuação de Debbouze. Isso o levou a rejeitar o projeto de uma adaptação live action de  Astérix en Hispanie planejado pelo produtor Claude Berri.

## Principais prémios e indicações
Prémios César
- Recebeu três indicações, nas categorias de Melhor Actor Coadjuvante (Gérard Depardieu e Jamel Debbouze) e Melhor Desenho de Produção.
- Venceu na categoria de Melhor Figurino.